# Ballet Mécanique
 For alternative betydninger, se Ballet Mécanique (band).
Ballet Mécanique er en eksperimentalfilm fra 1924, skabt af Fernand Léger i samarbejde med Dudley Murphy. Filmen, der varer 19 minutter, udforsker rytme og bevægelse og giver en surrealistisk og futuristisk men poetisk fremstilling af dagligdagsting og -situationer. 